# Estádio Municipal Radialista Mario Helênio
Estádio Municipal Radialista Mario Helênio – stadion piłkarski, w Juiz de Fora, Minas Gerais, Brazylia, na którym swoje mecze rozgrywa klub Tupi Football Club.

## Historia
30 października 1988 – inauguracja
2 grudnia 1989 – Zico rozgrywa tu swój ostatni mecz dla Flamengo (Flamengo – Fluminense 5-0)
22 lipca 1996 – rekord frekwencji